# Uwe Sauer (basket-ball)
Uwe Sauer, né le 23 février 1963, à Karlsruhe, en Allemagne de l'Ouest, est un ancien joueur et entraîneur allemand de basket-ball. Il évolue durant sa carrière au poste de meneur.

## Palmarès
- Coupe d'Allemagne 1989, 1996